# Al Matthews
Al Matthews (született Alexander Basil Matthews) (New York-Brooklyn, 1942. november 21. – Orihuela, Spanyolország, 2018. szeptember 22.) amerikai színész, énekes.

## Filmjei
- Jenkik (Yanks) (1979)
- Csiszolatlan gyémánt (Rough Cut) (1980)
- Ómen 3 – Végső leszámolás (Omen III: The Final Conflict) (1981)
- Ragtime (1981)
- The Sender (1982)
- Superman III. (1983)
- Funny Money (1983)
- A birodalom védelme (Defense of the Realm) (1986)
- The American Way (1986)
- A bolygó neve: Halál (Aliens) (1986)
- Out of Order (1987)
- Viharos hétfő (Stormy Monday) (1988)
- Amerikai rulett (American Roulette) (1988)
- Apokalipszis (The Apocalypse Watch) (1997, tv-film)
- Az ötödik elem (Le cinquième élément) (1997)
- A holnap markában (Tommorow Never Dies) (1997)